# Dig Dug
Dig Dug – zręcznościowa gra komputerowa wydana w lutym 1982 na automaty do gry przez firmę Namco w Japonii i przez Atari na Zachodzie.
Elementy gry zostały użyte w innej produkcji Dig Dug: Digging Strike. W 2001 wydano remake o nazwie Dig Dug Deeper.

## Rozgrywka
Gracz wciela się w postać kopiącą podziemne tunele. Celem gry jest wyeliminowanie potworów zamieszkujących podziemia poprzez zrzucanie na nich kamieni lub, korzystając ze specjalnej pompki, nadmuchiwanie ich aż eksplodują. Trudniej jest zrzucić kamienie na przeciwników niż ich "nadmuchać", jednak pierwszy sposób jest wyżej punktowany. W grze występują dwa rodzaje przeciwników:
- Pooka – okrągły czerwony stworek noszący żółte gogle
- Fygar – skrzydlaty, zielony smok, który może atakować gracza zionąc ogniem

Obydwa potwory potrafią powoli przemieszczać się przez ziemię między tunelami. Kiedy na planszy zostaje ostatni przeciwnik, zaczyna on uciekać na powierzchnię, a muzyka w grze przyspiesza. Pokonanie lub ucieczka ostatniego przeciwnika kończy rundę gry, a gracz przechodzi do następnej. Na kolejnych poziomach zwiększa się poziom trudności poprzez pojawianie się większej ilości potworów oraz zwiększanie szybkości ich przemieszczania.
256. poziom uznawany jest za "ekran śmierci", bowiem z powodu błędu programisty jeden z przeciwników znajduje się na graczu, zabijając go po rozpoczęciu rozgrywki (w wersji na Xboksa 360 zamiast niego gra powraca do pierwszego poziomu).